# Lista de países onde o português é língua oficial

Difusão global da língua portuguesa.
Língua natural e oficial
Língua oficial e administrativa

A seguir, está uma lista de estados soberanos e territórios onde o português é um idioma oficial.
| País ou território  | População (est. 2023) | Mais informações                 |
| ------------------- | --------------------- | -------------------------------- |
| Brasil              | 203.062,512           | Português do Brasil              |
| Angola              | 36.995,624            | Português de Angola              |
| Moçambique          | 33.669,496            | Português de Moçambique          |
| Portugal            | 10.565,824            | Português europeu                |
| Guiné-Bissau        | 2.099,750             | Português da Guiné-Bissau        |
| Timor-Leste         | 1.403,874             | Português de Timor-Leste         |
| Guiné Equatorial    | 1.515,134             | Português da Guiné Equatorial    |
| Macau               | 684,898               | Português de Macau               |
| Cabo Verde          | 574,459               | Português cabo-verdiano          |
| São Tomé e Príncipe | 234,520               | Português de São Tomé e Príncipe |

## Difusão do Português
O português, durante o período das grandes navegações se espalhou pelos cinco continentes. Línguas crioulas de base portuguesa também se desenvolveram nessa época.

## Europa

### Portugal
O português é falado como primeira língua em Portugal por quase todos os 10,6 milhões de habitantes do país. O ancestral do português moderno, galego-português, começou a se desenvolver no noroeste da Península Ibérica, em uma área que abrange o atual norte de Portugal e a Galícia, por volta do século IX. O português moderno começou a desenvolver no início do século XVI.

### Resto da Europa
A língua galega, falada nativamente na Galiza, Espanha, é co-oficial com o espanhol na região. Foi na Galiza onde nasceu a língua portuguesa. De fato, tanto o galego quanto o português eram a mesma língua até a independência de Portugal, quando os dois idiomas e territórios começaram a se desenvolver de maneira diferente. Assim, o português tornou-se a língua oficial de Portugal, enquanto a Galiza e a sua língua eram subordinadas ao controle espanhol, uma situação que continua nos dias de hoje.
Os imigrantes de língua portuguesa de Portugal, Brasil, África lusófona e Macau também se estabeleceram em Andorra (cerca de 15 000 oradores), Bélgica, França (cerca de 500 000 oradores), Alemanha, Luxemburgo, Espanha, Suíça e Reino Unido. Em Luxemburgo, 19% da população fala português como língua materna, tornando-se a maior língua minoritária em percentagem num país da Europa Ocidental.

## Américas

### Brasil
Com uma população de mais de 203 milhões, o Brasil é o maior país de língua portuguesa do mundo e a única das Américas. O português foi introduzido durante o período colonial português. O português também serviu como língua franca entre os vários grupos étnicos no Brasil e a população indígena nativa depois que os jesuítas foram expulsos de todos os territórios portugueses e as línguas associadas a eles proibidas.
A língua portuguesa, é a primeira língua da maioria dos brasileiros, com 99,5%. Ele é seguido por vários dialetos alemães, como o hunsriqueano riograndense, falado por 1,94% da população.
O português falado no Brasil é um pouco diferente do falado na Europa, com diferenças de vocabulário e gramática que podem ser comparadas às diferenças entre o inglês americano e britânico, no entanto, o português europeu e o português brasileiro são completamente inteligíveis entre si. A maioria das características brasileiras também é encontrada em alguns dialetos portugueses, enquanto quase todas as características europeias distintas podem ser encontradas em qualquer dialeto maior do Brasil.
A migração do Brasil também levou a inúmeros falantes de português no Cone Sul, principalmente no Uruguai e no Paraguai (Português uruguaio e Brasiguaios), mas outras regiões. No Japão residem cerca de 400.000 brasileiros, também chamados dekasseguis (os números oficiais não incluem falantes de português de segunda geração e cidadãos naturalizados), Coréia do Sul, Filipinas (ver brasileiros nas Filipinas) e Israel.

### Resto da América do Sul
Embora o Brasil seja o único país de língua portuguesa na América do Sul, possui a maior população, área e economia do continente. Assim, o bloco comercial sul-americano Mercosul usa o português ao lado do Castelhano como língua de trabalho. Um dialeto do português é falado na região norte do Uruguai. Dada a proximidade e as relações comerciais entre o Brasil de língua portuguesa e seus respectivos países de língua espanhola, o português é oferecido como um curso de segunda língua estrangeira (ou obrigatório) na maioria das escolas no Uruguai, Argentina, Paraguai, Venezuela e Bolívia.
Na Venezuela e na Guiana, existem comunidades de imigrantes portugueses (principalmente madeirenses) e seus descendentes que falam português como sua língua nativa.

### América do Norte
Existe mais de 1,5 milhões de Luso-americanos e cerca de 300.000 Brasilo-estadunidenses vivendo nos Estados Unidos, e o português é falado por mais de 730.000 pessoas em casa no país. Existem mais de 500.000 descendentes de portugueses que vivem no Canadá; No entanto, a maioria da população da comunidade agora fala inglês ou francês como idioma principal. Também uma língua principal junto com o inglês no Território Britânico das Bermudas. e no México existem pequenas comunidades de falantes de português.

## África

Mapa dos Países Africanos de Língua Oficial Portuguesa (PALOP)

### Angola
O português é a única língua oficial de Angola e 85% da população professa fluência na língua. Além disso, 75% dos agregados familiares angolanos falam o português como língua materna e as línguas bantos nativas foram influenciadas pelos portugueses através de empréstimos.

### Moçambique
O português é a única língua oficial de Moçambique e serve como língua franca entre os vários grupos étnicos do país. Pouco mais de 30% da população são falantes nativos de português, enquanto 65% professam fluência. A maioria dos meios de comunicação moçambicanos está disponível apenas em português e o país recebe várias estações de televisão portuguesas e brasileiras.

### Guiné-Bissau
Apesar de ser a única língua oficial, apenas 50% da população professa fluência em português.  No entanto, um crioulo de origem portuguesa chamado Crioulo da Guiné-Bissau é falado por quase toda a população.

### Cabo Verde
A maioria dos cabo-verdianos é fluente em português a única língua oficial, um crioulo de origem portuguesa conhecido como Crioulo cabo-verdiano também é falado pela maioria da população. A educação e os meios de comunicação estão disponíveis em grande parte apenas no português padrão da Europa.

### São Tomé e Príncipe
Em São Tomé e Príncipe, o português é de longe a língua mais falada, com cerca de 99% da população. Também se fala um crioulo de língua portuguesa chamado Forro.

### Guiné Equatorial
A Guiné Equatorial foi uma colônia espanhola entre 1778 e 1968 e portuguesa entre 1474 e 1778. Um idioma crioulo português é falado pelos habitantes locais na ilha de Ano-bom.
Em 2007, o presidente Teodoro Obiang Nguema anunciou a decisão de tornar o português a terceira língua oficial do país depois do espanhol e do francês. Este foi um esforço do governo para melhorar suas comunicações, comércio e relações bilaterais com os países de língua portuguesa. Apesar das promoções do governo, o português raramente é falado na Guiné Equatorial, mas o aumento das relações políticas e comerciais com as nações de língua portuguesa, como Brasil, Angola e Portugal, aumentará em breve o número de falantes de português neste país. Notícias, esportes e mídia de entretenimento em português, sem dúvida, também facilitam o aumento da compreensão. A maioria da população (90%) ainda fala espanhol como idioma principal, e o espanhol ainda é o idioma administrativo e o da educação, enquanto o francês é o segundo idioma oficial.

### Senegal
Uma língua crioula de base portuguesa é falada em Casamansa nos departamentos de Kolda e Ziguinchor. Segundo o embaixador senegalês Charles Delgado, o nome da região (em francês, Casamance) de fato provém do português, Casamansa, que seria o nome original, dado por portugueses.
Em 1908, os portugueses foram obrigados a ceder definitivamente a região à França, passando a ocupar apenas a Guiné. Casamansa tornou-se então uma colônia francesa, mas não integrada ao Senegal, sendo estabelecidas as fronteiras entre essa região e a colônia da Guiné Portuguesa (atual Guiné-Bissau), localizada ao sul.
Segundo historiadores, o primeiro presidente do Senegal, Leopold Senghor, fez uma promessa aos líderes de Casamansa antes da independência da França em 1960 que se juntassem ao Senegal por 20 anos, teriam sua própria independência posteriormente podendo inclusive usar como idioma oficial o português. Quando o governo não seguiu com a promessa em 1980, manifestações de rua na capital de Casamansa, Ziguinchor, tornaram-se violentas, ficando o episódio conhecido por Conflito de Casamansa.

### Resto da África
Grandes comunidades de língua portuguesa são encontradas na Namíbia, África do Sul e Zâmbia devido à imigração dos países africanos lusófonos. O português também está sendo ensinado nas escolas desses países

## Ásia

### Timor Leste
O português é co-oficial com o tétum em Timor Leste e foi introduzido durante o período colonial. Um pouco menos de 39% da população professa fluência em português. A língua tétum local tem sido fortemente influenciada pelo português por meio de empréstimos, e a troca de código entre as duas línguas é comum.

### Macau

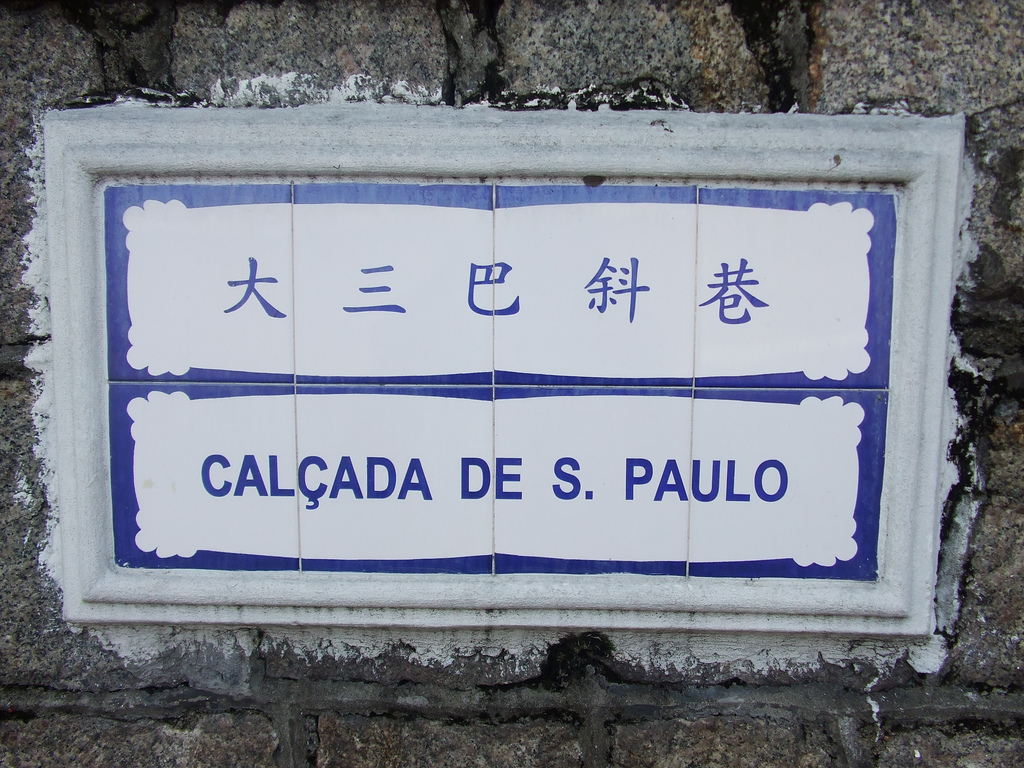
Placa em Macau escritas nas línguas oficiais, Português e Mandarim

Devido a uma política de dois sistemas da China em relação às regiões administrativas especiais, Macau pode manter o português como língua oficial ao lado do cantonês. O português foi introduzido em Macau quando os comerciantes portugueses estabeleceram um assentamento permanente em 1537. Apesar de ser colônia portuguesa por mais de quatro séculos, a língua portuguesa nunca foi amplamente falada em Macau e permaneceu limitada à administração e ensino superior e foi falada principalmente pelo governo,foi apenas após o fim do domínio português, quando a língua portuguesa em Macau começou a ver um aumento de falantes devido ao aumento das relações comerciais da China com os países lusófonos. Houve um aumento no ensino de Português devido aos crescentes laços comerciais entre a China e nações lusófonas como Portugal, Brasil, Angola, Moçambique e Timor Leste, com 5.000 estudantes aprendendo a língua. Hoje, cerca de 3% da população de Macau fala português como primeira língua e 7% da população professa fluência. Um crioulo português chamado Macaunês  era falado por macaenses de ascendência mista, mas está quase extinto hoje

### Goa
O português está presente no enclave de Goa, que foi uma colônia portuguesa até 1961. Embora tenha sido o único idioma oficial durante o domínio colonial português, é falado principalmente pelas populações idosas e educadas de hoje e não é uma língua oficial. Pelo contrário, a língua oficial do estado de Goa é o Concani, que adquiriu vários empréstimos como legado da influência portuguesa . As tentativas de fazer o Concani ser escrito no alfabeto Português e de reintroduzir o Português como língua co-oficial de Goa foram feitas nos últimos anos, atualmente Português está sendo ensinado por lá.
O domínio português em Damão e Diu também deixou uma pequena influência portuguesa no território. Um crioulo de língua portuguesa chamado Língua da Casa é falado no território. O português ainda é ensinado em algumas escolas de Goa.

### Resto da Ásia
O português é falado no Japão entre os imigrantes retornados (500.000) e imigrantes do Brasil conhecidos como dekasseguis. Empréstimos portugueses também estão presentes no idioma japonês devido às relações comerciais entre o Japão e o Império Português no século XVI.
Em Malaca, na Malásia, um crioulo português conhecido como Papiá ou Cristão ainda é falado.

## Países/Estados extintos falantes do Português
A seguir, Estados e Nações extintas que possuíam o Português como idioma oficial.
Até 1870, ou seja, 42 após a independência uruguaia do Império do Brasil, metade da população falava português. À época, o governo teve de baixar normas para obrigar o ensino de espanhol, muitos consideraram essa imposição como uma espécie velada de genocídio cultural. 
| País ou território      | Mais informações    |
| ----------------------- | ------------------- |
| Império do Brasil       | Português do Brasil |
| Império Português       | Português europeu   |
| República do Acre       | Português do Brasil |
| Reino de Portugal       | Português europeu   |
| República Rio-Grandense | Português do Brasil |
| República Juliana       | Português do Brasil |
| Confederação do Equador | Português do Brasil |
| Província Cisplatina    | Português do Brasil |
| Total                   | Língua Portuguesa   |